# GPX
A GPX, azaz a GPS eXchange Format egy nyílt XML-szabvány, amit GPS számítógépes alkalmazások, vagy felhasználók közötti adattovábbítás céljából hoztak létre.
Segítségével megadhatók pontok, utak, útvonalak, érdekes helyszínek földrajzi koordinátái.
Az alkalmazások általában webes alkalmazások, ahol az adatokat térképen ábrázolják.
A számítógépen futó alkalmazások minden operációs rendszerhez elérhetőek.
Programozási ismeretekkel viszonylag könnyen létre lehet hozni ilyen programot.

## GPX adatok
A GPX fájlból egy földrajzi pontról jellemzően kiolvasható adatok:
- földrajzi szélesség és hosszúság (decimális értékek, WGS84 rendszerben értelmezve)
- magasság (metrikus érték)
- dátum és idő (másodperc pontosságú UTC)
- név és leírás (tetszőlegesen kitölthető, nem kötelező mező)
- szimbólumok (például veszély), amik térképen megjeleníthetők

Mivel az adatok szövegfájlban vannak, ezért speciális program hiányában bármilyen, szövegfájlok olvasására alkalmas egyéb programmal is kiolvashatók, illetve módosíthatók. Az adatok egyéni szükség szerint tovább bővíthetők.
Az adatfájlok kiterjesztése: *.GPX
A GPX leírásának első verziója 2002-ben, az 1.1 verziója 2004. augusztus 9-én jelent meg.

## XML adatstruktúra
```
 
<?xml version="1.0" encoding="UTF-8" standalone="no" ?>

 
<gpx
 
…
>

 
'''''Metadata'''''

  
<metadata>
 
…
 
</metadata>

 
'''''Data'''''

 
'''''például:
 
útvonal
                     
pont'''''

  
<trk>
                                   
<wpt
 
lat=
"#"
 
lon=
"#"
>

   
<trkseg>
                                
<ele>
#
</ele>

    
<trkpt
 
lat=
"#"
 
lon=
"#"
>
                
<name>
…
</name>

     
<ele>
#
</ele>
                          
…

    
</trkpt>
                              
</wpt>

    
<trkpt
 
…
>
                           
<wpt
 
…
>

     
…
                                   
…

    
</trkpt>
                              
</wpt>

   
</trkseg>

   
<trkseg>

    
<trkpt
 
…
>

     
…

    
</trkpt>

   
</trkseg>

   
…

  
</trk>

 
'''''fájl
 
vége'''''

 
'''''a
 
#
 
jelek
 
helyén
 
számértékek
 
állnak'''''

 
</gpx>

```

### Példa
```
<?xml version="1.0" encoding="UTF-8" standalone="no" ?>

<gpx
 
xmlns=
"http://www.topografix.com/GPX/1/1"
 
creator=
"byHand"
 
version=
"1.1"

    
xmlns:xsi=
"http://www.w3.org/2001/XMLSchema-instance"

    
xsi:schemaLocation=
"http://www.topografix.com/GPX/1/1 http://www.topografix.com/GPX/1/1/gpx.xsd"
>

  
<wpt
 
lat=
"39.921055008"
 
lon=
"3.054223107"
>

    
<ele>
12.863281
</ele>

    
<time>
2005-05-16T11:49:06Z
</time>

    
<name>
Cala
 
Sant
 
Vicenç
 
-
 
Mallorca
</name>

    
<sym>
City
</sym>

  
</wpt>

</gpx>

```

## Lásd még
- Exchangeable image file format
- Geography Markup Language
- Keyhole Markup Language (KML), a Google Earth által használt adatformátum
- UTC